# Durra
Durra (Sorghum) er en slægt af ca. 20 græsarter, som er udbredt i Afrika og Sydasien med en enkelt hjemmehørende i Mexico. Da mange af arterne har været dyrket siden yngre stenalder, kender man ikke deres præcise hjemsted. Det er høje, opretvoksende og som regel enårige urter. Planterne ligner i mange træk Hirsearterne og har som dem en endestillet top af småaks. Her omtales kun de arter, der har stor økonomisk betydning.
| Arter |

- Almindelig durra (Sorghum bicolor)
- Vild durra (Sorghum halepense)
- Sudandurra (Sorghum sudanense)